# كلية الطب التقويمي بجامعة ميدويسترن أريزونا
كلية الطب التقويمي بجامعة ميدويسترن أريزونا (بالإنجليزية: Midwestern University Arizona College of Osteopathic Medicine)‏ هي إحدى الكليات لتدريس الطب في الولايات المتحدة الأمريكية. تقع في مدينة غلينديل في ولاية أريزونا الأمريكية. نوع الشهادة الطبية التي يتم تحصيلها هناك هي دو.